# Roodkruintodietiran
De roodkruintodietiran (Poecilotriccus ruficeps) is een zangvogel uit de familie Tyrannidae (tirannen).

## Verspreiding en leefgebied
Deze soort komt voor van Venezuela tot Peru en telt vier ondersoorten:
- P. r. melanomystax: de westelijke en centrale Andes van Colombia en noordwestelijk Venezuela.
- P. r. ruficeps: de oostelijke Andes van Colombia en centraal Ecuador en zuidwestelijk Venezuela.
- P. r. rufigenis: zuidwestelijk Colombia en westelijk Ecuador.
- P. r. peruvianus: zuidoostelijk Ecuador en noordelijk Peru.

## Status
De grootte van de populatie is niet gekwantificeerd maar de soort wordt omschreven als vrij algemeen maar met een versnipperde verspreiding. Op de Rode lijst van de IUCN heeft deze soort de status niet bedreigd.